# Крушинка
Крушинка (на украински: Крушинка; на руски: Крушинка) е село в Северна Украйна, част от Василковски район на Киевска област.
По данни от 2001 г. населението му е 347 души.